# Регальбуто
Регальбуто, Реґальбуто (італ. Regalbuto, сиц. Regarbutu) — муніципалітет в Італії, у регіоні Сицилія,  провінція Енна.
Регальбуто розташоване на відстані близько 510 км на південь від Рима, 125 км на південний схід від Палермо, 34 км на схід від Енни.
Населення — 7290 осіб (2014).

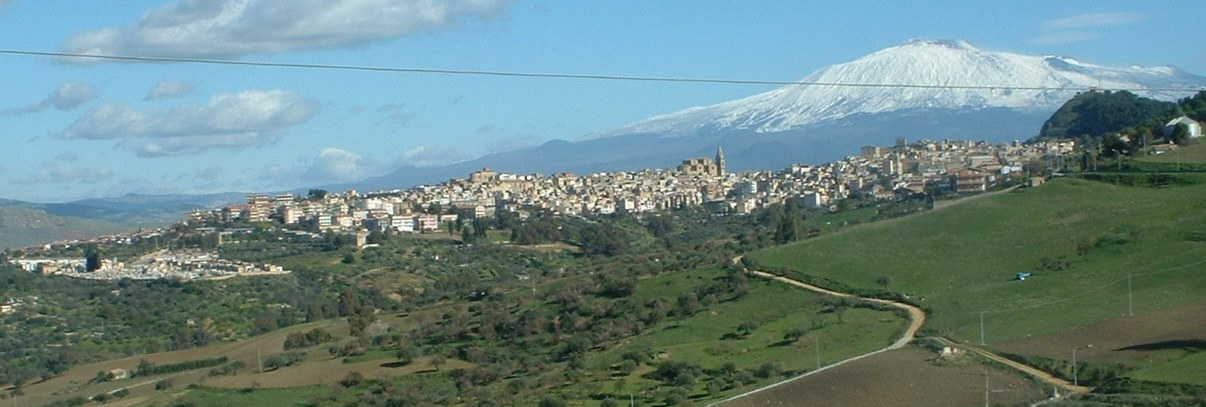

Щорічний фестиваль відбувається 11 серпня. Покровитель — святий Віт martire.

## Демографія
Населення за роками:

Станом на 1 січня 2023 року в муніципалітеті офіційно проживало 280 іноземців з 31 країни, серед них 62 громадяни країн Євросоюзу та 1 громадянин України.

## Сусідні муніципалітети
- Аджира
- Катенануова
- Чентурипе
- Гальяно-Кастельферрато
- Рандаццо
- Троїна